# 間宮不二雄
間宮 不二雄（まみや ふじお、1890年（明治23年）6月26日 - 1970年（昭和45年）10月24日）は、日本の実業家。日本で最初の図書館用具商社を開く。図書館用品製造販売業者である間宮商店を創業した。

## 生涯・業績
東京市本郷区（現在の東京都文京区）の旧旗本の家に生まれる。生母はいわゆる「未婚の母」であったために、戸籍上は実の祖父母の5男として記録されている。 東京高等師範学校付属小学校（現在の筑波大学附属小学校）高等科卒業後、家運が傾いたために書籍販売業の丸善に丁稚として入社する。24歳の時、担当していたタイプライターの構造を学ぶために東京府立工芸学校（現在の東京都立工芸高等学校）の夜学に通う。だが、会社側は丁稚上がりの間宮の能力を正当に評価しなかった。夜学の卒業式の日、来賓である黒澤商会社長の黒澤貞次郎がその能力を惜しんでアメリカ留学を薦めて費用の寄付を申し出た。1915年（大正4年）に丸善を退社した間宮は1年間アメリカに留学して、図書館の重要性に気付いた間宮は日本における図書館の増加を確信して図書館用具の販売を行う企業を作る構想を抱いて帰国、恩人である黒澤の下で働きながら構想実現の準備を進めた。
1921年（大正10年）に当時図書館活動が盛んであった大阪に日本で最初の図書館専門商社である合資会社間宮商店を開いた。図書館員らによって1927年に結成された青年図書館員連盟に創設メンバーとして参加して司書達と共に目録や施設の改良などを企画した。また、社員にも商品を理解させるために司書並みの知識を求め、社員の中から後に日本十進分類法を生み出した森清を輩出した。間宮も日本十進分類法の普及に協力している。また、欧米の図書館学を中心とした書籍2,000冊を蒐集して「間宮文庫」と命名して図書館員の研究に資した。
だが、1945年（昭和20年）3月14日、大阪市を襲った空襲（大阪大空襲）によって間宮は自宅・社屋、そして間宮文庫をすべて焼き払われ、間宮商店は事実上消滅した。間宮は母である間宮八重が農場を経営する北海道十勝郡浦幌村に疎開した。間宮は村の要請で農業協同組合の参事をつとめ、開村50周年の村史編纂に加わった。また、戦後GHQが漢字全廃政策に絡んで出版・書籍の欧米化を図るために日本十進分類法を廃してデューイ十進分類法を導入しようとした際に、国家公務員（国立国会図書館職員）である森に代わって方針撤回の交渉にあたっている。
1951年（昭和26年）に東京に戻り、株式会社ジャパン・ライブラリー・ビューローを設立して再び図書館用具商社を再開する。社長を退いた後は図書館員養成所の講師などを務めた。晩年は藍綬褒章・勲四等瑞宝章などを受章した。
戦後、再興した間宮文庫の蔵書が晩年に村上清造を通じて富山県立図書館に寄贈されている。